# Mika Waltari
Mika Toimi Waltari (Helsinque, 19 de setembro de 1908 — 26 de agosto de 1979) foi um escritor finlandês, mais conhecido por seu romance best-seller The Egyptian (em finlandês:  Sinuhe egyptiläinen). Ele foi extremamente produtivo e, além de seus romances, também escreveu poesia, contos, romances policiais, peças, ensaios, histórias de viagens, roteiros de filmes e textos rimados para histórias em quadrinhos de Asmo Alho (foi um cartunista finlandês, editor de revista e ilustrador de dezenas de livros).

## Biografia
Mika Waltari nasceu em Helsinque, em 1908. Seus pais eram Toimi Waltari, um pastor luterano e que lecionava teologia em Porvoo e Olga Johansson, que era uma de suas alunas. Um escândalo causado pelo relacionamento dos dois os levou a se mudar para Tampere, e o casal se casou em 18 de novembro de 1906. Quando Mika tinha apenas cinco anos, em 5 de julho de 1914, ele perdeu o pai para uma doença. Olga, com apenas 25 anos, ficou sozinha para cuidar de seus três filhos: Samuli (7 anos), Mika (5 anos) e Erkki (6 meses), contando com a ajuda crucial do cunhado, Toivo. Na infância, Mika viveu a experiência da Guerra Civil Finlandesa. Durante o conflito, sua família, que apoiava os Brancos, fugiu para a casa da tia de sua mãe em Laukkoski, perto de Porvoo, uma área relativamente tranquila, onde os Brancos eram predominantes.
Mais tarde, Mika ingressou na Universidade de Helsinque para estudar teologia, seguindo o desejo de seu tio Toivo. No entanto, ele logo abandonou o curso para se dedicar à filosofia, estética e literatura, formando-se em 1929. Enquanto estudava, começou a contribuir para revistas, escrevendo poemas e contos. Seu primeiro livro, Jumalaa paossa, foi publicado em 1925, com grande sucesso: vendeu 3.000 cópias, apesar de ter apenas 72 páginas.
Em 1927, Mika foi para Paris, onde escreveu seu primeiro grande romance, Suuri illusioni (A Grande Ilusão), que retrata a vida boêmia. O livro foi um sucesso inesperado, vendendo 8 mil cópias e tornando Mika Waltari um autor famoso. O estilo da obra é considerado equivalente ao dos escritores americanos da "Geração Perdida". Curiosamente, no romance histórico O Aventureiro, ambientado no século XVI, o protagonista é um finlandês que vai estudar em Paris, semelhante à experiência de Mika na cidade.
Waltari também integrou brevemente o movimento literário liberal Tulenkantajat, mas, com o tempo, suas opiniões políticas e sociais se tornaram mais conservadoras. Ele se casou em 8 de março de 1931 com Marjatta Luukkonen, a quem conheceu durante o serviço militar no ano anterior. O casal teve uma filha, Satu, em 4 de janeiro de 1932, que também se tornou escritora.
Durante as décadas de 1930 e 1940, Mika trabalhou como jornalista e crítico, escrevendo para diversos jornais e revistas, além de viajar bastante pela Europa. Publicou artigos na revista oficial da Associação de Cultura e Identidade Finlandesa, Suomalainen Suomi (Finlândia Finlandesa), mais tarde renomeada como Kanava, e dirigiu a revista Suomen Kuvalehti.
Apesar da intensa rotina e de um rigoroso senso de disciplina, Waltari sofria de psicose maníaco-depressiva, alternando entre períodos de depressão após terminar seus livros — às vezes precisando de hospitalização — e fases maníacas, durante as quais escrevia com intensidade. Ele também participava de competições literárias, muitas vezes para provar sua qualidade como escritor.
Um desses concursos deu origem ao famoso personagem Inspetor Palmu, um detetive durão da polícia de Helsinque, que estrelou três romances de mistério, todos adaptados para o cinema (um quarto filme foi feito sem a participação de Waltari). Além disso, ele escreveu roteiros para o popular desenho animado Kieku ja Kaiku e publicou Aiotko kirjailijaksi, um guia para aspirantes a escritores que inspirou muitos autores mais jovens, como Kalle Päätalo.

## Morte
Mika Waltari morreu em 26 de agosto de 1979, na capital finlandesa, um ano depois da morte de sua esposa, Marjatta, em 1978.

## Temas literários e estilo
Markéta Hejkalová (que traduziu muitas obras de Waltari para o checo e escreveu uma biografia sobre ele) identifica 9 elementos comuns nos romances históricos de Waltari:
1. Jornadas: O protagonista faz viagens por terras estrangeiras, é um "estrangeiro" no mundo ao invés de ter uma casa, e muitas vezes tem um cômico companheiro. Eles podem ser chamados de romances picarescos. O próprio Waltari viajou muito, escreveu dois travelogues e pesquisou seu material em suas viagens.
2. Isolamento: o protagonista geralmente é órfão, tem pais desconhecidos ou nasceu fora do casamento. Suas origens são misteriosas, mas possivelmente vêm dos mais altos escalões da sociedade.
3. Poder: O personagem principal se familiariza com poderosos detentores do poder, tornando-se seu conselheiro e freqüentemente admirador, e ganha status e propriedade. Esse tipo de história de enriquecimento por meio do trabalho árduo é comum na literatura finlandesa - e até espelha a própria vida de Waltari, já que a princípio ele contou com a ajuda de amigos e parentes, mas depois se tornou um autor mundialmente famoso.
4. Virada: Todos os romances acontecem em um momento de virada importante e significativo na história mundial. A maneira como são explorados é influenciada por pontos de inflexão semelhantes na época de Waltari.
5. Conflitos e violência: muitos tipos de batalhas, guerras e outros atos de violência são descritos (muitas vezes com detalhes horríveis), dentro e entre as sociedades. A atenção é devotada a múltiplos conflitos em um romance, em vez de determinados conflitos isolados, e nenhum lado é retratado como mais justo do que o outro. Waltari viu que a violência da tortura medieval surgiu da supressão religiosa da sexualidade.
6. Rejeição de ideologias: todas as ideologias manipulativas, que na superfície têm objetivos nobres, mas fazem com que pessoas morram em seu nome, são criticadas. Existem dois tipos de caráter comuns: o idealista, que tem boas intenções, mas causa o caos e o caos, e o realista, que é mais imoral ou mesmo ganancioso e sedento de poder, mas faz as coisas e alcança a ordem e a paz. De acordo com Hejkalová, essa tensão entre idealismo e realismo reflete a política externa finlandesa pós-Segunda Guerra Mundial: o presidente Urho Kekkonen é o realista, que manteve a linha Paasikivi – Kekkonen e preservou a independência finlandesa, enquanto Carl Gustaf Emil Mannerheim ela vê como possivelmente o prototípico idealista.
7. Mulheres Boas e Malvadas: A personagem principal tem relacionamentos com dois tipos de mulheres: Há uma mulher boa, mas imperfeita, que morre tragicamente antes que o amor do herói por ela possa ser realizado; e uma linda, mas perversa femme fatale.
8. Feitiçaria: O sobrenatural, o misticismo e a feitiçaria são apresentados - não são explicados racionalmente, mas tratados como parte da vida cotidiana, conforme entendida pelos personagens. Existe um relacionamento profundo e pessoal com Deus (ou poder divino equivalente).
9. Otimismo: Contra - intuitivamente à luz dos pontos acima, Waltari, no entanto, mantém a visão de que existe o bem entre as pessoas e que lenta, imperceptivelmente, mas inevitavelmente, a humanidade está caminhando para o bem e a salvação. Waltari prestou atenção especial às partes finais de seus romances e ao humor ou mensagem que transmitiam, proporcionando uma catarse edificante adequada.

## Trabalhos

### Romances
- Jumalaa paossa (1925)
- Suuri illusioni (1928)
- Appelsiininsiemen (1931)
- Keisarin tekohampaat (1931, com Armas J. Pulla, também conhecido como Leo Rainio)
- Punainen Madonna (1932, também conhecido como Leo Rainio)
- Älkää ampuko pianistia! (1932, também conhecido como Leo Rainio)
- Helsinki trilogy:
  1. Mies ja haave (1933)
  2. Sielu ja liekki (1934)
  3. Palava nuoruus (1935)
  4. From Father to Son (Isästä poikaan) (1942). Abbreviated reprint of the trilogy
- Surun ja ilon kaupunki (1936)
- A Stranger Came to the Farm series:
  1. A Stranger Came to the Farm (Vieras mies tuli taloon) (1937)
  2. Jälkinäytös (1938)
- Ihmeellinen Joosef eli elämä on seikkailua (1938, também conhecido como M. Ritvala)
- Inspector Palmu series:
  1. Kuka murhasi rouva Skrofin? (1939)
  2. Inspector Palmu's Mistake (Komisario Palmun erehdys) (1940)
  3. Tähdet kertovat, komisario Palmu! (1962)
- Antero ei enää palaa (1940).
- Fine van Brooklyn (1941).
- Kaarina Maununtytär (1942)
- Ei koskaan huomispäivää!, também conhecido como Kevät uuden maailmansodan varjossa (1942).
- Rakkaus vainoaikaan (1943)
- Tanssi yli hautojen (1944)
- Jokin ihmisessä (1944).
- Sellaista ei tapahdu, também conhecido como Unohduksen pyörre (1944).
- The Egyptian (Sinuhe egyptiläinen) (1945). Abridged translation
- Kultakutri (1948).
- The Adventurer series:
  1. The Adventurer, também conhecido como Michael The Finn (Mikael Karvajalka) (1948)
  2. The Wanderer, também conhecido como The Sultan's Renegade (Mikael Hakim) (1949)
- A Nail Merchant at Nightfall (Neljä päivänlaskua) (1949)
- The Dark Angel series:
  1. The Dark Angel (Johannes Angelos) (1952)
  2. Nuori Johannes (1981). Published posthumously. Prequel
- The Etruscan (Turms, kuolematon) (1955)
- Feliks onnellinen (1958)
- The Secret of the Kingdom series:
  1. The Secret of the Kingdom (Valtakunnan salaisuus) (1959)
  2. The Roman (Ihmiskunnan viholliset) (1964)

### Coleções de contos
- Kuolleen silmät. Kertomuksia tuntemattoman ovilta (1926, também conhecido como Kristian Korppi)
- Dshinnistanin prinssi (1929)
- Kiinalainen kissa ja muita satuja (1932)
- Novelleja, também conhecido como Nainen tuli pimeästä ja muita novelleja(1943). Contém 28 contos:
  1. I Poikia:
    - "Herääminen"
    - "Pelkuri"
    - "Kiusaus"
    - "Salaseura "Hurjat hosujat"
    - "Oi, nuoruus"

  2. II Päivä paistaa:
    - "Nuori mies rtambém conhecido comostaa"
    - "Suomalaista rakkautta"
    - "Kosto"
    - "Ensimmäinen vuosi on pahin"
    - "Mies ja hänen koiransa"
    - "Huviretki"
    - "Vanha mies herää kevääseen"
    - "Helsingin kevät"

  3. III Maa:
    - "Hannu Suolanhakijan tarina"
    - "Rauhaton taival"
    - "Omenapuut"
    - "Ihminen on hyvä"
    - "Huutokaupassa"
    - "Juhlapäivä"
    - "Mies kävelee talvista tietä"

  4. IV Kaupunki:
    - "Pimeä piha"
    - "Oli kerran pieni poika"
    - "Poika palaa kotiin"
    - "Äiti on sairas"
    - "Mies herää unesta"
    - "Hiilet hehkuvat"
    - "Uusi rakennusmaa"

  5. V Tuolta puolen:
    - "Nainen tuli pimeästä"
- Kuun maisema (1953). Contém 6 contos:
  - "Jokin ihmisessä" (1944).
  - "Jäinen saari"
  - "Moonscape" ("Kuun maisema").
  - "Ennen maailmanloppua"
  - "Pariisilaissolmio"
  - "Ihmisen vapaus"
- Koiranheisipuu ja neljä muuta pienoisromaania (1961). Contains 5 short stories:
  - "The Tree of Dreams" ("Koiranheisipuu")
  - "Ei koskaan huomispäivää!", também conhecido como "Kevät uuden maailmansodan varjossa" (1942).
  - "Kultakutri" (1948).
  - "Fine van Brooklyn" (1941).
  - "Sellaista ei tapahdu", também conhecido como "Unohduksen pyörre" (1944).
- Pienoisromaanit (1966). Contém 13 contos:
  - "Multa kukkii" (1930).
  - "Ei koskaan huomispäivää!", também conhecido como "Kevät uuden maailmansodan varjossa" (1942).
  - "Fine van Brooklyn" (1941).
  - "Sellaista ei tapahdu", também conhecido como "Unohduksen pyörre" (1944).
  - "Jokin ihmisessä" (1944).
  - "Nainen tuli pimeästä"
  - "Kultakutri" (1948).
  - "Ennen maailmanloppua"
  - "Moonscape" ("Kuun maisema").
  - "Jäinen saari"
  - "Pariisilaissolmio"
  - "Ihmisen vapaus"
  - "The Tree of Dreams" ("Koiranheisipuu")
- Lukittu laatikko ja muita kertomuksia (1978)
- Joulutarinoita (1985). Contém 57 contos:
  - "Kapinalliset naiset"
  - "Aili, Bonzo ja suuri saippuapallo"
  - "Eräs joululahja"
  - "Hentomielinen mies"
  - "Hiilet hehkuvat"
  - "Hirveä päivä"
  - "Hyvyys ja rauha"
  - "Hyvästi, Joulupukki..."
  - "Insinööri Jalovaaran uskomaton seikkailu"
  - "Isoäiti"
  - "Joulu"
  - "Joulu on jo ovella : leikkiä ja totta joulusta 1940"
  - "Joulu, ihmeellinen, palaamaton"
  - "Joulu, samettikoira ja minä"
  - "Jouluaatto, vuokra-auto ja onnellinen loppu"
  - "Jouluaattona"
  - "Joululahjasäkeitä"
  - "Joululaulu"
  - "Joululoma ja valokuva"
  - "Jouluna 1940"
  - "Joulutarina 1962"
  - "Jouluyö Atlas-vuorilla"
  - "Juhlapäivä"
  - "Kaikki on hyvin, mutta..."
  - "Kaksi pientä koiraa"
  - "Kamreeri Miettinen kertoo joululomastaan"
  - "Keittiömies Petterin onni"
  - "Kirjailijan joulu"
  - "Koti ja taivas"
  - "Kotiinpaluu"
  - "Maan viisaus"
  - "Merimiehen jouluilta"
  - "Myöhästyneet joululahjat"
  - "Nuoren Anttonin jouluaatto"
  - "Nuori Henrik"
  - "Pienen mustan koiran joulu"
  - "Pieni villipeto"
  - "Pikkujouluna kerromme sadun urhoollisesta Pörristä"
  - "Prinsessan joululahja"
  - "Rangaistuskomppanian joulu"
  - "Ratkaisun edessä"
  - "Rauhaton taival"
  - "Riimikronikka joulukirjoista"
  - "Satu Joulupukin suurimmasta salaisuudesta"
  - "Satu Kimistä ja Kaista, jotka matkustivat kuuhun elefantilla"
  - "Satu Pekasta ja äidin punaisesta huivista ja murheellisesta joulupukista"
  - "Taiteilijan joulu : satu aikuisille"
  - "Triest"
  - "Tuntematon tie"
  - "Tyttö katsoi äitiään"
  - "Täti Hortensian kaunein satu"
  - "Unelmien kude"
  - "Vaatimaton jouluruno"
  - "Vanha tietäjä"
  - "Vanhaisäntä käy kaupungissa"
  - "Yllätys isälle"
  - "Yö sairaalassa"
- Viisi ässää ja muita kertomuksia (1999)

### Histórias curtas
- "Satu kuninkaasta jolla ei ollut sydäntä" (1945)

### Quadrinhos
- Kieku ja Kaiku (1979)

### Poemas
- Lauluja saatanalle (1926, também conhecido como Untamo Raakki). Unpublished
- Sinun ristisi juureen (1927)
- Valtatiet (1928, com Olavi Lauri)
- Muukalaislegioona (1929)
- Sotatalvi (1940, com Yrjö Jylhä, Arvi Kivimaa, Viljo Kajava, Ragnar Ekelund, Lauri Viljanen, Otto Varhia)
- Runoja 1925-1945 (1945)
- 22.30 – Pikajuna Viipuriin (1966)
- Pöytälaatikko (1967)
- Mikan runoja ja muistiinpanoja 1925–1978 (1979)

### Roteiros
- Tieteellinen teoria (1928)
- Jättiläiset ovat kuolleet (1930)
- Elämämme parhaat vuodet (1934)
- Yö yli Euroopan (1937)
- Akhnaton, auringosta syntynyt (1937)
- Kuriton sukupolvi (1937)
- Mies rtambém conhecido comosti vaimoaan (1937)
- Toimittaja rtambém conhecido comostaa (1937)
- Hämeenlinnan kaunotar (1939)
- Sotilaan paluu (1940)
- Maa on ikuinen (1941)
- Tulevaisuuden tiellä (1941)
- Hankala kosinta (1942)
- Yövieras (1943)
- Paracelsus Baselissa (1943)
- Gabriel, tule ttambém conhecido comoisin (1945)
- Rtambém conhecido comos lurjus (1946)
- Elämän rikkaus (1947)
- Noita palaa elämään (1947)
- Omena putoaa (1947)
- Portti pimeään (1947)
- Huhtikuu tulee (1948)
- Kutsumaton (vieras) (1948)
- Myöhästynyt hääyö (1948)
- Viimeiset ihmiset (1950)
- Pimeä komero (1951)
- Miljoonavaillinki (1959)
- Isänmaan parhaat (1961)
- Keisari ja senaattori (1961)

### Não ficção
- Siellä missä miehiä tehdään (1931). Descrição do exército finlandês
- Aiotko kirjailijaksi (1935)
- Neuvostovakoilun varjossa (1943)
- Lähdin Istanbuliin (1948). Viagens
- Vallaton Waltari (1957). Artigos
- Ihmisen ääni (1978)
- Yksinäisen miehen juna (1978). Viagens
- Kirjailijan muistelmia (1980). Memórias
- Mika Waltarin mietteitä (1982)
- Matkakertomuksia (1989). Viagens